# سرقت بزرگ بانک ریویرا
سرقت بزرگ از بانک ریویرا (انگلیسی: The Great Riviera Bank Robbery) همچنین با نام‌های پول کثیف و فاضلاب‌های طلا نیز شناخته می‌شود، یک فیلم سرقت بریتانیایی محصول سال ۱۹۷۹ به نویسندگی و کارگردانی فرانسیس مگاهی با بازی ایان مک‌شین، وارن کلارک، استیون گریف و کریستوفر مالکوم است. در این فیلم که بر اساس یک سرقت توسط اعضای یک گروه نئوفاشیست با مجرمان حرفه‌ای را روایت می‌کند تا از صندوق امانات یک بانک در یک شهر تفریحی فرانسه سرقت کنند.